# Norrsjön (Bräkne-Hoby socken, Blekinge)
Norrsjön är en sjö i Ronneby kommun i Blekinge och ingår i Bräkneåns huvudavrinningsområde. Sjön är 2,7 meter djup, har en yta på 0,039 kvadratkilometer och befinner sig 48 meter över havet.